# Llocnou d’en Fenollet
Llocnou d'en Fenollet (spanisch Lugar Nuevo de Fenollet) ist eine Gemeinde (Municipio) mit 924 Einwohnern (Stand: 2024) in der spanischen Provinz Valencia. Sie befindet sich in der Comarca La Costera. 

## Geografie
Llocnou d'en Fenollet liegt etwa 60 Kilometer südsüdwestlich von Valencia in einer Höhe von ca. 75 m. 

## Demografie
| 1900 | 1930 | 1950 | 1970 | 1981 | 1991 | 2001 | 2011 | 2021 |
| ---- | ---- | ---- | ---- | ---- | ---- | ---- | ---- | ---- |
| 450  | 511  | 628  | 614  | 635  | 667  | 791  | 898  | 912  |

## Sehenswürdigkeiten
- Didakuskirche (Església de Sant Dídac d'Alcalà)
- Rathaus

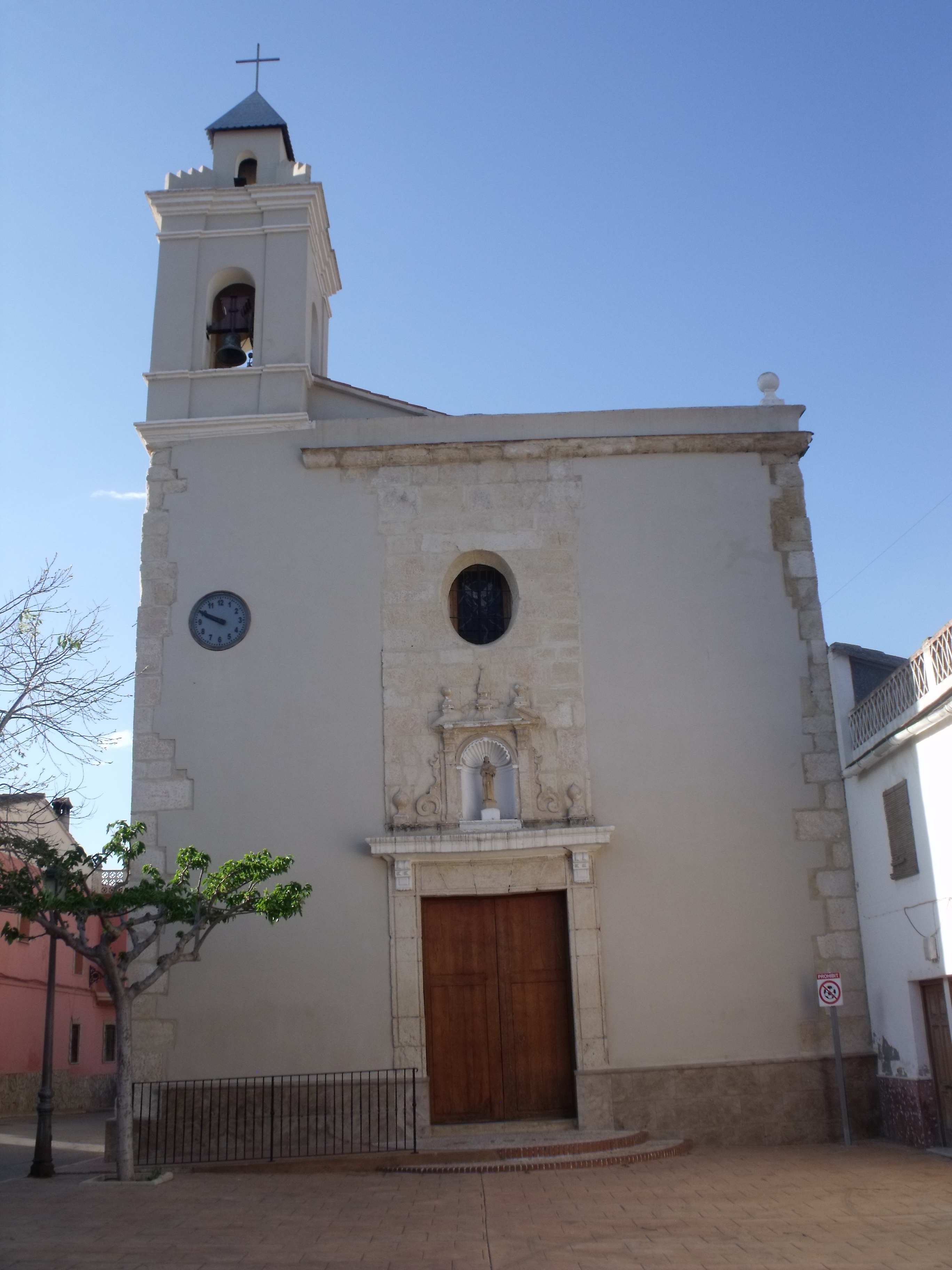
Didakuskirche
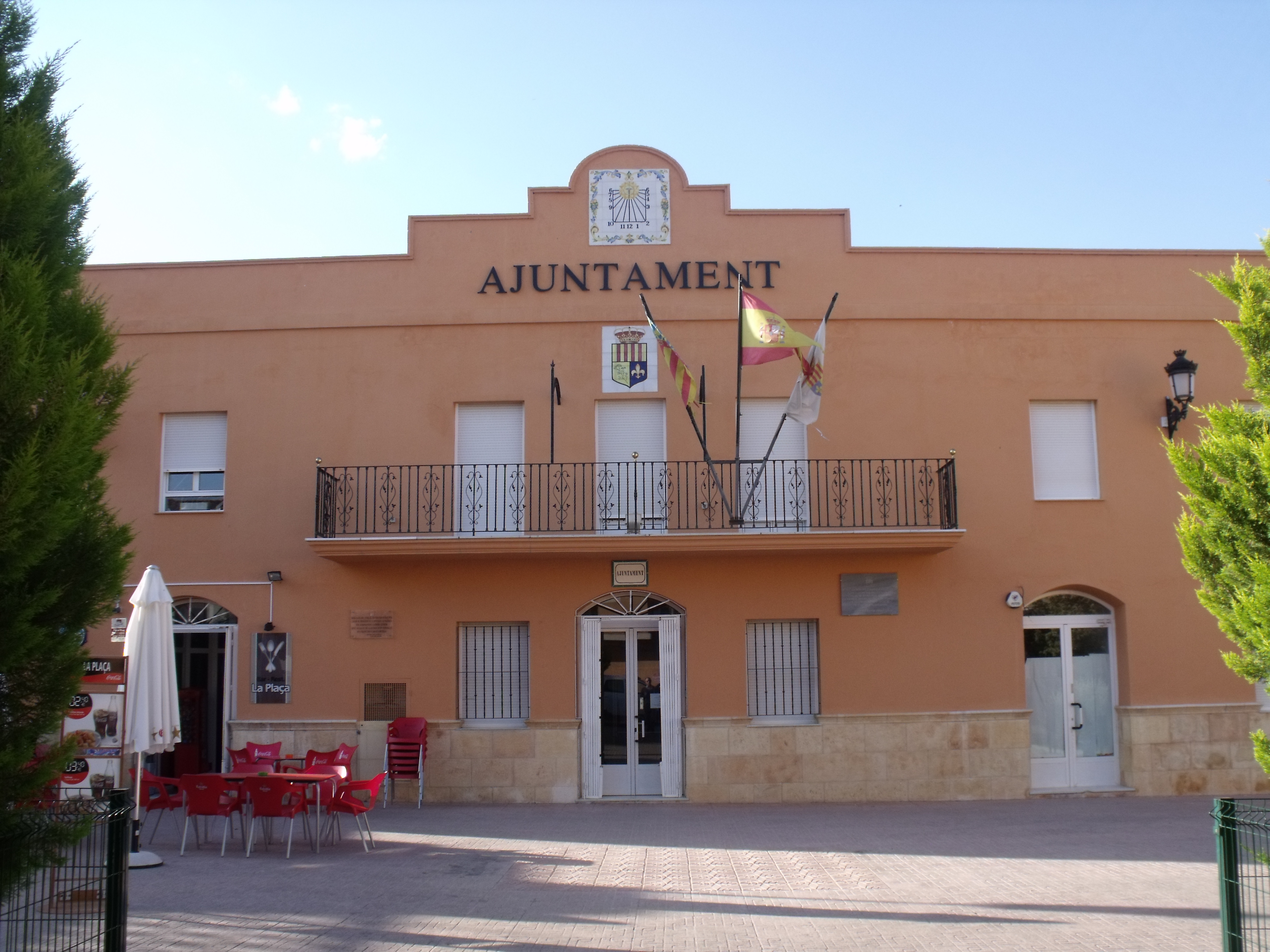
Rathaus